# Stranii surate
Stranii surate (1988) (titlu original Wyrd Sisters) este al cincilea roman din seria Lumea Disc a lui Terry Pratchett. Este al doilea roman în care personajele principale sunt vrăjitoarele (printre care se regăsește și Buna Batevreme) după Magie de ambe sexe.

## Intriga
În Stranii surate apar trei vrăjitoare: Buna Batevreme, Țața Ogg (conducătoarea numerosului clan Ogg și stăpâna celei mai rele pisici din lume, Greebo) și Magrat Usturoi (ucenica vrăjitoare, care crede cu putere în bijuterii magice și cazane cu poțiuni, spre disperarea celorlalte două).
Regele Verence I din Lancre este asasinat de vărul său, Ducele Felmet, după ce acesta a fost convins de ambițioasa lui soție să facă acest lucru. Coroana și copilul regelui sunt încredințați unui servitor care îi duce celor trei vrăjitoare. La rândul lor, vrăjitoarele dau copilul în grija unei trupe de actori ambulanți și ascund coroana într-o cutie. Ele prezic faptul că destinul își va restabili cursul: Tomjon va crește și îl va înfrânge pe Ducele Felmet, luându-și tronul înapoi.
În regat plutește nemulțumirea pentru modul în care noul rege administrează terenurile și conduce poporul. Așa se face că vrăjitoarele își dau seama că abia peste 15 ani va fi în stare Tomjon să salveze regatul, care între timp va fi distrus ireparabil. Cu ajutorul celorlalte două vrăjitoare, Buna Batevreme aruncă asupra regatului o vrajă care să îl înghețe în timp pentru 15 ani. Între timp, ducele vrea să se joace o piesă de teatru în care el apare într-o lumină favorabilă, iar vrăjitoarele într-una negativă, crezând că, astfel, vrăjitoarele își vor pierde puterile, iar poporul îl va îndrăgi. În acest scop, el îl trimite pe Bufonul curții în Ankh-Morpork pentru a recruta o trupă de actori, care se dovedește a fi tocmai cea în care a fost crescut Tomjon.
Actorii merg în Lancre și joacă piesa cerută de rege. În mijlocul spectacolului, vrăjitoarele aruncă o vrajă care îi face pe actori să prezinte uciderea regelui, permițându-i audienței să vadă că ducele și ducesa se fac vinovați de asasinarea lui Verence I. Felmet înnebunește și, după ce înjunghe câțiva oameni, moare. Ducesa este făcută prizonieră și apoi evadează, doar pentru a fi ucisă de o adunătură de animale sălbatice care vor să se răzbune pentru distrugerea pământurilor.
Buna Batevreme îi explică lui Tomjon că este adevăratul rege și că va fi încoronat. Dar tânărul nu vrea să fie rege; este un actor talentat care vrea să își continue cariera alături de tatăl său adoptiv, Vitoller. În acel moment, Buna Batevreme informează curtea că Bufonul este și el fiul regelui, dar cu altă femeie, fiind fratele vitreg al lui Tomjon. Acesta va fi încoronat ca Regele Verence II din Lancre și, ulterior, Buna și Țața îi dezvăluie lui Magrat că bufonul anterior fusese, de fapt, tatăl lui Tomjon și Verence II.

## Teme
Tema principală a Straniilor surate o reprezintă efectul pe care cuvintele le pot avea asupra realității. Ideea aceasta este enunțată explicit de către Bufon, care declară că "trecutul reprezintă ceea ce își amintesc oamenii, iar amintirile sunt cuvinte. Cine știe cum s-a comportat un rege de acum o mie de ani? Există doar amintiri și legende." Acest punct de vedere îi determină pe ducele și ducesa Felmet să ceară jucarea unei piese propagandiste, în care vrăjitoarele din Lancre și fostul rege să apară ca personaje negative, iar ducele ca un personaj pozitiv.

## Adaptări
Cartea a fost transpusă într-o versiune animată, precum și într-o dramatizare radiofonică în 4 părți la BBC Radio 4 (cu Sheila Hancock în rolul Bunei Batevreme). Stephen Briggs a adaptat cartea pentru teatru, realizând ulterior o nouă adaptare pentru a 25-a aniversare a Lumii Disc.

## Ediția românească
Primele cinci cărți ale Lumii Disc au apărut la editura Noesis. Începând cu acest volum, publicarea seriei a fost preluată de editura RAO, păstrându-se formatul precedentei edituri (care a fost schimbat doar în cazul cărții Copilul minune, ultima apărută la Noesis). Traducătorul romanului Stranii surate a preferat să păstreze numele personajelor în originalul englezesc, deși în Magie de ambe sexe li se găsise deja un echivalent românesc. Totuși, în următoarea carte a cărei personaje principale sunt vrăjitoarele, Prin cele străinătăți, s-a revenit la traducerea numelor folosită în Magie de ambe sexe.